# Национална стратегия „Ран-Ът“
Националната стратегия „Ран-Ът“ или планът „Ран-Ът“, е план за преход към пазарна икономика, изготвен в рамките на 6 месеца от Националната търговска камара на САЩ по молба на последното правителство на Народна република България (в лицето на Андрей Луканов) и поръчан през март 1990 г.

## Подготовка
През ноември 1989 г. Ричард Ран, тогава главен икономист на Националната търговска камара на САЩ, изнася лекция в Унгария, на която присъстват и български висши държавни икономисти. През март 1990 г. българското правителство, в лицето на премиера Андрей Луканов, се обръща към Ричард Ран с молба за „техническа помощ“ за провеждането на предвидените реформи. Половин година по-късно 18 икономисти от американската администрация изготвят национална стратегия в обем 602 страници за икономически растеж и преход към пазарна икономика. През август американският екип прекарва в България няколко седмици заедно с група български специалисти, за да уточнят детайли и срокове.
Българската група в работните срещи е ръководена от проф. Иван Ангелов, икономически съветник на правителството, и участват още 29 български икономисти, сред които професорите:
- Димитър Шопов – заместник-председател на Комитета по труда и социалното осигуряване;
- Иван Ангелов – старши икономически съветник на министър-председателя;
- Илия Георгиев – Икономически институт на БАН;
- Лилия Каракашева – главен директор в Министерството на външноикономическите връзки;
- Милчо Стоименов – ВИИ „Карл Маркс“;
- Огнян Панов – директор на Института по държавно и стопанско управление;
- Стефан Стоилов – министър на икономическата реформа;
- Тодор Вълчев – Икономически институт на БАН,

както и икономистите:
- Атанас Папаризов – генерален директор в Министерството на външноикономическите връзки;
- Боян Славейков – Икономически институт на БАН;
- Валери Борисов – икономически съветник в Министерството на икономиката и планирането;
- Венцислав Антонов – ВИИ „Карл Маркс“;
- Венцислав Димитров – Икономически институт на БАН;
- д-р Генчо Димов – старши икономист в Министерството на външноикономическите връзки;
- Георги Панков – заместник-министър на икономическата реформа;
- д-р Димитър Иванов – Икономически институт на БАН;
- Димитър Костов – заместник-министър на финансите;
- Емил Хърсев – ВИИ „Карл Маркс“;
- д-р Иван Костов – ВМЕИ „Ленин“;
- д-р Иван Пушкаров – Икономически институт на БАН;
- д-р Найден Найденов – заместник-министър на икономиката и планирането;
- д-р Невяна Кръстева – научен сътрудник в Министерството на външноикономическите връзки;
- д-р Никола Гълъбов – Икономически институт на БАН;
- д-р Огнян Пишев – старши икономически съветник на президента;
- Румен Аврамов – Икономически институт на БАН;
- д-р Румен Георгиев – генерален директор на „Минералбанк“
- Стою Дулев – заместник-министър на икономиката и планирането;
- Татяна Хубенова – Икономически институт на БАН;
- Христина Вучева – Научноизследователски институт към Министерството на финансите.[3]

Голяма част от тези икономисти са били членове на БКП, а много от тях впоследствие заемат министерски кресла в различни правителства.
Народното събрание приема проекта с ръкопляскания за сведение. Всеки народен представител получава по едно копие от доклада, а Андрей Луканов заявява, че „програмата съдържа рационални елементи и от двете платформи – на БСП и СДС, както и съгласуваните между двете основни политически сили идеи в периода преди и след изборите“.
Финансирането на превода, редакцията, оформлението и отпечатването на Проекта за икономически растеж и преход към пазарна икономика в България е извършено от фирма „Програмни продукти и системи“ и от МINТЕСН Согр. (САЩ) по идея на президентите на двете фирми Рашко Ангелинов и Сам Трендов с „любезното съгласие“ на д-р Ричард Ран. Преводът е публично достъпен, а доброволни дарения се използват за благотворителна цел.

## Стратегия
Националната стратегия предвижда до края на 1990 г.:
- да се изготви приватизационна програма, написана от Роналд Ът, вицепрезидент на Националната търговска камара, която е спонсорирала проекта;
- да се започнат основни парични реформи;
- да се позволи свободна обмяна на чужди валути;
- да се премахне контролът над заплати и цени;
- да се предприемат стъпки за защита на най-бедните слоеве от населението от трудностите;
- да се съгласува данъчна реформа, изготвена от заместник-министъра по данъчната политика);
- да се пригоди търговският закон от 1896 г. към тогавашните бизнес дела – пригоден е за един месец от 70-годишния адвокат г-н Стюарт;
- да се преразгледа Законът за социална политика – редактиран от американския социолог Чарлз Мъри.

Предвидени са били също така точни срокове за изпълнението на тези мерки.

## Реализация
Следващите правителства според някои източници отхвърлят, а според други приемат някои от начертаните основните икономически реформи в нея. Според Ричард Ран, България прахосва годините до 1997 година в политически хаос.
В свой анализ за прехода към пазарна икономика д-р Петер Бахмайер, доктор на философските науки, историк и политолог от Института за Източна и Югоизточна Европа във Виена, констатира, че при изпълнението на стратегията на Ран и Ът „бившия комунистически елит участваше в неолибералния проект и ста[в]а част от международната финансова система“. Бахмайер намира проблеми в реализацията на прехода:
| „ | Шоковата терапия през първата половина на 90-те доведе до размиване и отслабване на икономическото ръководство и на потенциала от експерти, до дестабилизиране на финансовата система, до разстройване на националната инфраструктура и до фалит на производството и поражения върху научно техническия потенциал. В процеса на приватизацията некомпетентност или злонамерени инвеститори разрушиха производствения капацитет на страната. Земеделието беше доведено до липса на оперативност чрез прибързано разпускане на земеделските производствени кооперации (ТКЗС) и връщане на земята на бившите собственици или на техните наследници. България днес може да се причисли към икономическа ситуация, от която Комисията на ЕС в Брюксел може официално да бъде удовлетворена. През 2005 г. нарастването на БВП беше 5,5%, БВП на човек от населението достигна 9600 долара по РРР (паритет на покупателна сила) (в ЕС – 30 100 долара), потребителските цени се повишиха с около 5,5% (през 2006 г. – със 7%), нивото на безработица беше официално 9,9% (за Европейския съюз – 8%), а чуждият дълг нарасна до 15,3 милиарда щ. долара. | “ |

Според Джоузеф Стиглиц оправдавайки се с „условията на МВФ“, политическите лидери, вместо да продават държавните предприятия, по-скоро „подаряват“ енергийните, водните, транспортните и телекомуникационните компании на своята страна. „Да можехте да видите как им светват очите пред перспективата да получат 10% комисионна по сметка в швейцарска банка срещу смъкване на цената на националните активи с няколко милиарда“.
В интервю за Българската национална телевизия Ричард Ран споменава предложението за валутен борд, което е част от предложенията на стратегията. Той оценява валутния борд в България като положителен, но добавя, че ако той е бил въведен не през 1997 г., а по-рано, хиперинфлацията и масовото обедняване на българите са щели да бъдат избегнати. Ран изтъква, че приватизацията в страната е била спъната от недостига на счетоводители и юристи, вещи в търговското право, които да подготвят приватизационния процес.

## Критики и противоречия
В България съществува конспиративна теория за твърдени прикрити цели на плана Ран-Ът. Според нея, по план българите трябвало да се стопят до 5 милиона, тъй като за толкова души стигат ресурсите в страната. Единият от начините за постигане на тази цел е с насаждане на етническа нетолерантност и прерастването ѝ в гражданска война с хиляди жертви. Друг начин е воденето на мнима социална политика от правителството, която да поддържа мизерно нисък стандарт и така хората сами да се изселят от родината си. Като трети вариант е сочено масово разпространяване на болести, зарази, аерозолни престъпления, които да причинят смъртта на част от населението. В текста на стратегията такива текстове не присъстват.
Никой от преките участници в събитията около стратегията не е потвърдил съществуването на секретна част. Самият Ричард Ран отрича такава част в интервю пред Нова телевизия през 2012 г. В същото предаване (Карбовски Директно) Иван Костов оборва аргумента, че ресурсите на България стигат за 5 милиона жители и дава оценка, че „България може да изхрани около 20 милиона души“. Той аргументира това с благоприятната география и наличието на 50 милиона декара обработваема земя.
Според Александър Хайтов, син на писателя Николай Хайтов, стратегията е съдържала „секретна част“, която била дадена на баща му от Андрей Луканов. В нея се описвали „грабежите на прехода, ужасната безработица, изтичането на мозъци, проблемите със здравеопазването, корупцията“.
През 2013 г. политическа партия „Атака“ посочва стратегията Ран-Ът като целяща „колонизирането и подчиняването на България на световната финансова върхушка, която след 1990 г. се устреми към разрушаването и завладяването на Източна Европа“.